# Spårfärjor över Amsterdam-Rhenkanalen

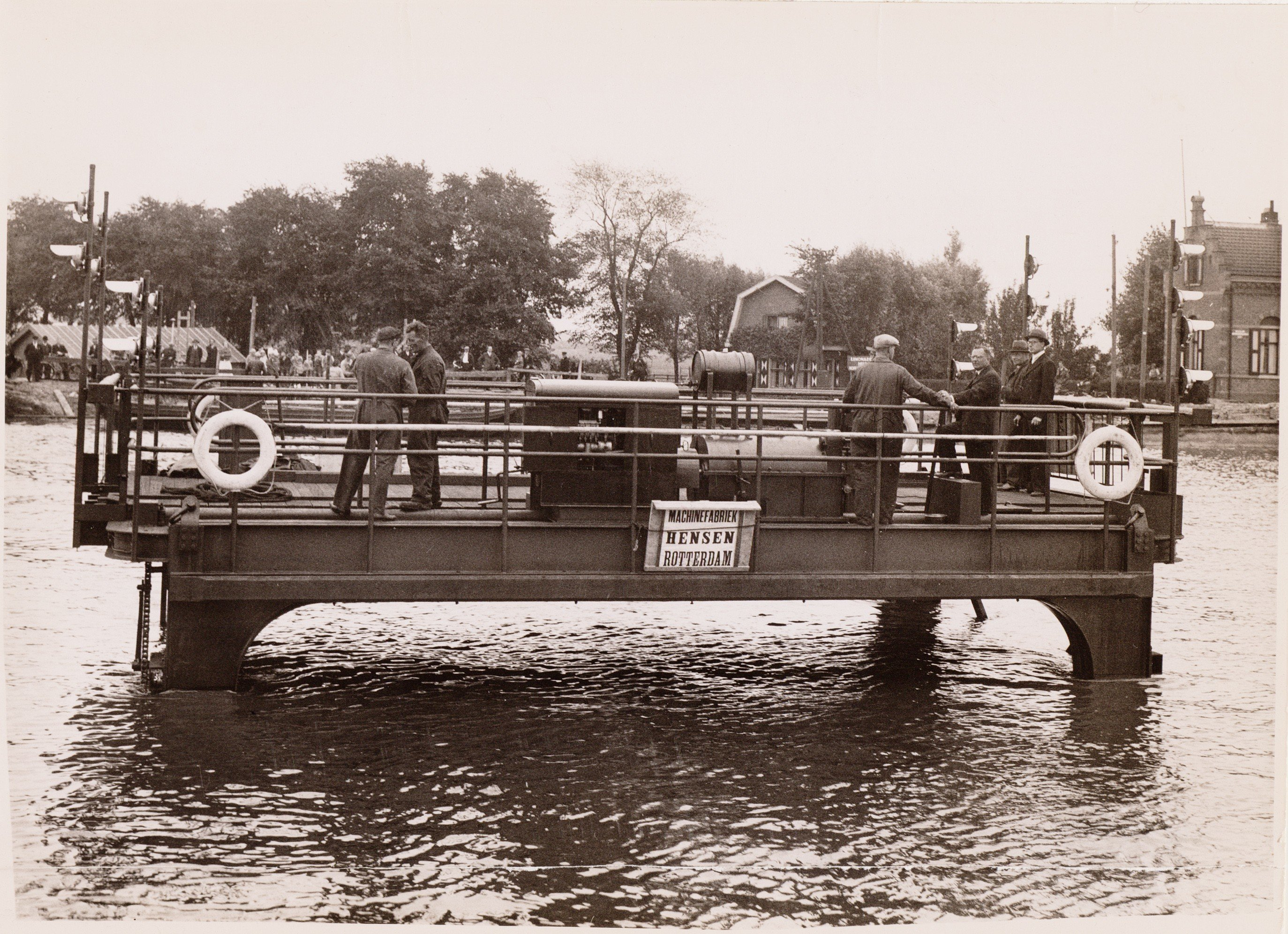
Spårfärjan i Zeeburg, 1937

Spårfärjor över Amsterdam-Rhenkanalen (holländska: Veerwagen) var sex färjor av mycket sällsynt konstruktion som gick tvärs över Amsterdam-Rhenkanalen på räls på kanalens botten.
Efter anläggandet av Amsterdam-Rhenkanalen, som påbörjades 1932, byggdes sex spårfärjor över kanalen. De gick på räls med 9,024 meters spårvidd, som lades ned fem meter under vattenytan, en meter djupare än kanalen.
Hastigheten var tre kilometer per timme och överfarten tog två minuter. Bilar och andra fordon stod i kanalens längsled på färjorna, och färjelägena hade längsgående påfart för detta. Sju spårfärjor anskaffades, varav en i reserv.
På 1960-talet vidgades kanalen, och spårfärjorna avskaffades i samband med detta fram till 1972. En färjeöverfart finns kvar, vid Nieuwersluis, och används idag för person- och cykeltrafik med den flytande färjan De Aa.

## Färjeplattformen
Själva farkosten var elva meter bred, med en körfil och med en förarkabin på den ena sidan. Den bestod av en plattform som vilade på fyra pelare som stack ned i vattnet till en vagnkorg på rälsen, som låg en meter under kanalens normala nivå.
Färjorna var plattformar, som var monterade på en vagn med en hög ställning. De drogs över av en kedja, och drevs av en dieselmotor på plattformen. Färjedriften  sköttes av Rijkswaterstaat.

## Platser för färjorna
- Houten (1949–1972)
- Nieuwersluis (efter andra världskriget)
- Baambrugge (efter andra världskriget)
- Nigtevecht (1952-1967)
- Over-Diemen (1941)
- Oud-Diemen (1939), från Ouddiemerlaan till Diemerzeedijk